# Lakehead-Lakeshore
Lakehead-Lakeshore é uma Região censo-designada localizada no estado americano da Califórnia, no Condado de Shasta.

## Demografia
Segundo o censo americano de 2000, a sua população era de 549 habitantes.

## Geografia
De acordo com o United States Census Bureau tem uma área de 28,2 km², dos quais 26,5 km² cobertos por terra e 1,7 km² cobertos por água.

## Localidades na vizinhança
O diagrama seguinte representa as localidades num raio de 40 km ao redor de Lakehead-Lakeshore.